# Tratado de Santarém
O Tratado de Santarém, com o perigo de Lisboa cair nas mãos dos castelhanos, foi celebrado a 19 de março de 1373 pelos reis Fernando I de Portugal e Henrique II de Castela, no contexto das Guerras Fernandinas.
Nele o Reino de Portugal era obrigado a aliar-se à França e a Castela contra Inglaterra e expulsar os exilados castelhanos e galegos, que tinham lutado ao lado do rei português antes deste tratado, – entre eles Fernán Ruíz de Castro e o conde João Fernandes Andeiro, que lhe entregara a Galiza no primeiro conflito. D. Fernando atribui, ainda, volumosas indemnizações e promete em casamento a sua meia-irmã, D. Beatriz, a Sancho de Alburquerque, irmão de Henrique II. Assim como o casamento entre a sua filha infanta D. Isabel com D. Alfonso, infante de Castela.